# EQTL
Els llocs de trets d'expressió quantitativa o expression quantitative trait loci (eQTLS) son loci genòmics que contribueixen a la variació dels nivells d'expressió d'ARNm o de proteïnes, quasi sempre producte d'un gen únic amb una localització cromosòmica específica.

Il·lustració del concepte d'un eQTL. A) Un gen codifica un factor de transcripció (vermell) que s'uneix als promotors dels gens A (verd) i B (blau) situats en altres cromosomes, tot induint la seva expressió. B) cis-eQTL: Un polimorfisme al promotor del gen A evita la unió amb el factor de transcripció, fent que el gen A s'expressi menys. C) trans-eQTL: Un polimorfisme al gen que codifica el factor de transcripció fa que l'afinitat amb els promotors A i B disminueixi, tot reduint-ne l'expressió.

## Descripció
Els trets d'expressió difereixen de la majoria de trets complexos en una característica important - l'ARNm o la proteïna del tret que es mesura és habitualment el producte d'un gen únic amb una localització específica al cromosoma. Les dades d'expressió obtingudes per seqüenciació (transcriptoma o proteinoma) es mapegen contra el genoma per trobar el lloc específic dels eQTLs. Els eQTLs que mapegen a un locus aproximat al gen d'interès que conté la informació el tret estudiat s'anomenen local eQTLs i poden actuar localment. En canvi, aquells que mapegen lluny del lloc on es troba el gen d'interès, o fins i tot a un altre cromosoma, són referits com a distant eQTLs i poden actuar a distància. Normalment, aquests dos tipus d'eQTLs s'anomenen cis-eQTL i trans-eQTL, respectivament. No obstant això, aquesta terminologia s'utilitza sobretot per parlar del mecanisme que regula l'expressió de la seqüència establerta per a aquest gen d'interès (cis vs. trans). Alguns cis-eQTLs són detectats en molts tipus de teixits, però la majoria dels trans-eQTLs son dependents del tipus de teixit (dinàmics).
Els eQTLs poden contenir diferents elements no codificants com llocs hipersensibles a DNAsa i llocs d'unió a factors de transcripció. També es poden trobar a diferents zones com llocs d'splicing, regions 3' i promotors.

## eQTL, integració del transcriptoma i el genoma
L'abundància d'un trànscript per a un gen en particular pot trobar-se directament modificada per polimorfismes als elements regulatoris. En conseqüència, l'abundància del trànscript es pot considerar com un tret quantitatiu que pot ser mapejat amb una potència considerable. Per això s'estudia l'expressió als loci de trets quantitatius o expressió-QTLs (eQTLs).
La integració de les anàlisis d'ADN seqüenciat i RNA ens ofereix una visió de les causes genètiques de la variació del transcriptoma. Un exemple d'això són les variants d'eQTLs (variacions genètiques que afecten a la regulació de l'expressió dels gens), o variants als elements reguladors de l'estructura dels trànscripts (ratio de diferents estructures de trànscripts d'un gen) denominats trQTLs, les que poden induir canvis als nivells d'expressió d'ARN o canvis en l'estructura del mateix (és a dir, canvis al transcriptoma).

## Detectant eQTLs
Per mapejar eQTLs s'utilitzen mètodes estàndard de mapatge de QTL que comproven la relació entre la variació de l'expressió i els polimorfismes genètics. L'única diferència considerable és que els estudis en eQTLs poden implicar un milió o més de microtrets expressats. Hi ha paquets de programes informàtics preparats per aquest tipus d'anàlisi, tot i que normalment és més fàcil utilitzar un codi personalitzat com per exemple QTL Reaper  o el sistema de mapatge d'eQTLs basat en web, anomenat GeneNetwork. El GeneNetwork inclou moltes dades de mapatge d'eQTLs i proporciona accés ràpid a molts algoritmes que mapegen locus únics i interaccions epistàtiques. Com amb tots els estudis de mapatge de QTLs, les passes finals per definir les variants de l'ADN que produeixen diversitat de trets és normalment difícil i requereix una segona ronda d'experimentació. Aquest és el cas dels trans-eQTLs que amb tota probabilitat no es troben a prop dels gens als quals afecten. Els mètodes estadístics, gràfics i bioinformàtics s'utilitzen per avaluar els gens candidats per la seva posició i sistemes d'interacció sencers. Existeixen casos d'eQTLs amb variacions genètiques en una freqüència molt baixa, per tant, no poden ser detectats mitjançant les anàlisis estadístiques d'eQTLs, però poden ser complementats amb altres estudis com anàlisis d'ASE i ASTS.

## eQTLs i GWAS
Els GWAS (estudis d'associació del genoma complet) són anàlisis de la variació genètica al llarg del genoma i la seva associació a trets observables. Normalment s'utilitza per associar SNPs amb malalties. El primer estudi d'expressió gènica al genoma sencer (genome-wide study of gene expression o GWAS) es va portar a terme sobre llevat i va ser publicat el 2002. La primera tongada d'estudis en eQTLs es va portar a terme amb microarrays per mesurar l'expressió gènica de tot el genoma. En estudis més recents s'utilitza la seqüenciació massiva d'ARNm. La majoria d'estudis d'eQTLs es porten a terme amb plantes i animals, incloent-hi humans, primats no humans i ratolins.
Les diferents varietats d'un eQTL i la consegüent variació en l'àmbit d'expressió pot afegir una dimensió funcional als nostres coneixements, tot ajudant a la comprensió dels mecanismes que porten a terme aquesta variació. La combinació dels GWAS i la mesura global de l'expressió gènica, permeten la identificació sistemàtica d'eQTLs. Mostrejant l'expressió gènica i la variació genètica de manera simultània en un nombre d'individus que representen el genoma de la població, es poden mapar els factors genètics que marquen diferències individuals als nivells d'expressió quantitativa de molts milers de trànscripts amb mètodes d'estadística genètica. Diversos estudis han demostrat que els polimorfismes a un únic nucleòtid (single nucleotide polymorphisms o SNPs) poden estar associats amb desordres complexos així com amb certs fenotipus farmacològics que es troben enriquits significativament per eQTLs, amb relació a la frequència d'aquests SNPs en els controls.
Una proporció de les variants descrites als GWAS són eQTLs o trQTLs, de manera que la integració del genoma seqüenciat, eQTLs i el fenotipus de l'individu (cèl·lula o organisme multicel·lular) ajuda a descobrir els gens causants de la malaltia o fenotipus, les variants genètiques causals i els processos biològics que hi intervenen.
D'aquesta manera, les diferents estratègies de mapatge genètic implementades a FUMA (Functional Mapping and Annotation of genetic associations) per relacionar les variants genètiques en estudi que estan associades a gens, sent el mapatge de gens eQTL una de les estratègies per relacionar SNPs amb cis-eQTLs.